# Teorema de Furry
O Teorema de Furry é um resultado em Teoria Quântica de Campos, em particular Eletrodinâmica Quântica, sobre amplitudes e diagramas, que afirma que diagramas contendo um número ímpar de vértices da teoria necessariamente se anulam. Uma outra maneira de enunciar o teorema é que qualquer amplitude obtida a partir de diagramas de Feynman com apenas um número ímpar de linhas de fótons externos é sempre nula..
Isso se deve à simetria C e também à invariância por Lorentz. Um corolário importante é que não é possível gerar  ou destruir fótons que não sejam virtuais a partir do vácuo da EDQ.
O teorema foi obtido primeiramente por Wendell H. Furry em 1937, nos princípios do que viria a se tornar a Eletrodinâmica Quântica.

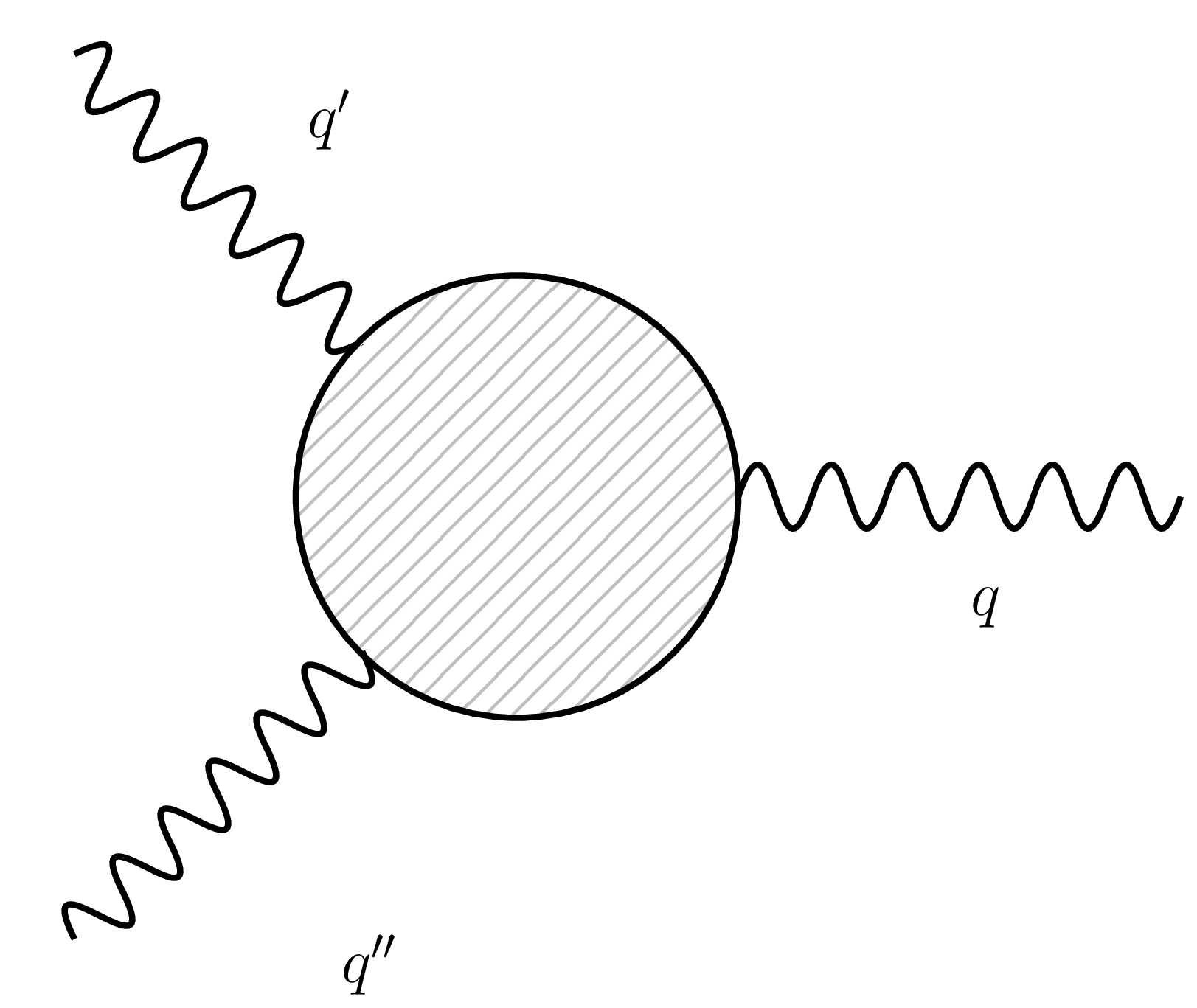
Diagrama de Feynman com três linhas externas de fótons. Este diagrama é anulado devido ao teorema de Furry, assim como qualquer diagrama que o contenha internamente.

## Heurística do Teorema
O teorema advém diretamente da natureza do vértice da EDQ, que inclui um termo do operador corrente eletromagnética. Uma amplitude obtida a partir de um diagrama com um vértice contém um termo do tipo:318
{\displaystyle i{\mathcal {M}}\propto ie\int d^{4}x\langle \Omega |T{\hat {j_{\mu }}}(x)|\Omega \rangle },
e como sabemos que uma corrente {\displaystyle j_{\mu }(x)} inverte de sinal ao aplicarmos uma transformação C, podemos sanduichar os operadores {\displaystyle C^{\dagger }C}, na expressão acima, observando que como C é uma simetria da EDQ, o vácuo é invariante por essa transformação
{\displaystyle C|\Omega \rangle =|\Omega \rangle },
e obter
{\displaystyle \langle \Omega |T{\hat {j_{\mu }}}(x)|\Omega \rangle =\langle \Omega |C^{\dagger }C{\hat {j_{\mu }}}(x)C^{\dagger }C|\Omega \rangle =-\langle \Omega |T{\hat {j_{\mu }}}(x)|\Omega \rangle =0}.
Apesar do raciocínio aqui se aplicar apenas a amplitudes com um vértice, ele é generalizável para amplitudes e diagramas contendo uma quantidade ímpar de vértices, inclusive para teoria de perturbação em qualquer ordem.
Uma outra maneira de obter o resultado é fazendo uso da simetria de Lorentz da EDQ e da invariância do vácuo da teoria {\displaystyle |\Omega \rangle }, notando que não pode existir um quadrivetor preferencial.
É importante notar que o teorema faz uso fundamental das simetrias da EDQ, então ele pode não ser aplicado a outras TQC necessariamente.